# Детски колики
Детските колики (infant colic, познати още като бебешки колики или тримесечни колики) е състояние на постоянен плач при иначе здравото бебе. Плач без наличието на здравословен проблем, без обяснима или видима на пръв поглед причина.
Това състояние обикновено започва след втората седмица от раждането и продължава докъм третия – четвъртия месец. Това е състояние, което се наблюдава при всички бебета, в по-лека или по-силна форма, без значение по какъв начин се хранят, с адаптирано мляко, смесено или само кърмени. Характерно за това състояние е острият пронизителен плач, повтарящ се през еднакви интервали и по едно и също време, най-често в късния следобед (привечер). В много от случаите, острият пронизителен и нескончаем плач е причина за дълги безсънни нощи на не един член на семейството, в което има новородено.
При 40 – 60% от бебетата състоянието на плач може с доста голям процент на сигурност да се определи като резултат от колики. Това е състояние, когато:
- бебето е по-малко от пет месеца;
- бебето плаче повече от три часа на ден;
- бебето плаче винаги след хранене;
- бебето плаче най-силно между 6 часа вечер и полунощ;
- бебето плаче в продължение на три или повече дни от седмицата;
- бебето плаче през последните три седмици;
- бебето плаче и няма медицинска причина за плача.

## Причини
Има различни схващания за причините за колики при бебетата. Най-разпространената теория за коликите е, че те са резултат от отделяните от храносмилателната система газове.
Конкретната причина за коликите у бебетата са излишните газове, водещи до спазматична болка. Когато мехурчетата с газове са много на брой, се образува пяна, която „засяда“ в червата и не може нито да се изходи, нито газът в нея да се отдели или абсорбира. Чревната стена се раздува, което причинява болка. Когато процесът е уравновесен и газовете наистина се отделят от обработваната течност, тогава те се изкарват навън с изпръцкване, като част от тях преди това се абсорбира от стените на червата.
Последните научни разработки по въпроса обаче представят нови доказателства в подкрепа на твърдението, че появата на газове е резултат от наличието на колики. Каква е причината за появата на тези газове в бебешкото коремче? Несъвършенство на храносмилателната система на бебето и по-точно на неговата микро флора. Изследвания са доказали, че липсата на лактобацилус ацидофилус (Lactobacillus acidophilus) води до колики. Друг недостатък на храносмилателната система на бебето води до т.нар. лактозна нетолерантност (lactose intolerance). Бебето се храни само с мляко (кърма или адаптирано), чиято основна съставка е лактозата. Неспособността на организма да усвои такова голямо количество лактоза води до напрежение, подуване, дискомфорт, болка, плач, газове, познати на всички като колики. Други причинители на колики може да се различни ентероколи (бактерии) или възпаление на стомашната лигавица, но това са все причини, характерни за не здравото бебе.
Някои лекари застъпват теорията, че коликите се дължат на несъвършенство на нервната система на новороденото – в края на вечерта някои бебета са толкова затормозени от множеството гледки, звуци и усещания от изминалия ден, че те просто плачат, за да „изпуснат парата“.
В последните години научно е доказано, че стомашно-чревните смущения като дисфункцията при приемането на въглехидрати са основна причина за коликите. Това е резултат от по-незряла храносмилателна система, чувствителна храносмилателна система, както и на факта, че храносмилателната система на новороденото има малко ензими, необходими за разграждането на въглехидратите, съдържащите се в кърмата и адаптираното мляко (lactose intolerance).
Последни проучвания разширяват теориите за появата на коликите, като ги обясняват с производството на мелатонин от епифизната жлеза (но то започва едва след 12 седмица от раждането, а коликите могат да се проявят и в първата седмица от раждането на бебето, което не може да бъде посочено като основна причина за коликите), ускорен сърдечен ритъм (circadian rhythms), пушене и стреса на майката през последните дни от бременността (трети триместър).
Някои лекари се шегуват, че колики е шестбуквена дума, използвана от тях, за да не кажат „не знам“. Сигурни обаче са две неща: бебето изпитва болки в червата и е изключително раздразнително.

## Лечение
Най-широко разпространено е медикаментозното лечение на коликите препоръчано от лекаря. Съвсем разбираемо е, че в различните страни се използват и различни по своите търговски наименования медикаменти, но те в своята основа са с еднакво действащо активно вещество – симетикон (simethicone). Симетиконът е газогонно вещество, което не се абсорбира от организма и развива своето действие в стомаха. Има една основна цел – да се премахне пяната, като причина за коликите (според някои теории). Симетиконът няма странични действия, но той не отстранява причината за образуването на тази пяна.
В някои страни се използва – спазмолитикът дицикломин (dicyclomine), но той е отхвърлен от здравните органи в редица страни (включително и България), поради страничните си ефекти.
От 1995 г. добавянето на ензима лактаза в млякото на бебетата в голяма степен разгражда лактозата и облекчава коликите у бебето. Ефектът на добавянето на този ензим в последните години бе научно доказан, а именно връзката между храненето на бебето и появата на колики. Основна причина за колики е фактът, че храносмилателната система на новороденото има малко ензими, необходими за разграждането на въглехидратите, съдържащите се в кърмата и адаптираното мляко.
Проучванията на Бар 1984 г., Милър 1990 г., Мълин и Бар 1991 г., Левит 1996 г. имат един основен извод – ферментацията на неусвоени въглехидрати води до произвеждане на газове като въглероден диоксид и водород, които са причината за появата на спазматична болка у бебетата. При бебетата неусвояване на въглехидратите се получава при т.нар. физиологичен временен лактазен дефицит. Непоносимостта към лактозата е неспособността на организма да асимилира млечната захар на галактоза и глюкоза поради малкото количество лактаза. В резултат неусвоената лактоза попада в дебелото черво, където под действието на бактериите се образува млечна киселина, въглероден диоксид и водород. Чревната стена се раздува, което причинява колики, следователно болка.
При справянето с коликите не бива да се забравя и доброто действие на различните чайове (копър, анасон) и препарати на билкова основа, които в известна степен облекчават това състояние на бебето.

## Ефект върху семейството
Плачът на бебето може да има виден ефект върху стабилността на семейството. Плачът и умората, която обикновено го съпровожда, може да причинят огромно емоционално напрежение, което причинява на родителите да чувстват, че проявяват неадекватни грижи, което предизвиква тревожност, стрес, негодувание и ниско самочувствие.
Устойчив бебешки плач е често свързан с тежки семейни раздори, следродилна депресия, синдром на разклатеното бебе, SIDS / задушаване, предсрочно прекратяване на кърменето, чести посещения при лекари, тютюнопушене на майката и над четири пъти повече прекомерни лабораторни тестове и предписване на лекарства за киселинен рефлукс.
Родителите са в особено висок риск да изпитват сериозна реакция към плач на бебето им (родители в риск включват тийнейджъри, наркомани, приемни родители, родители на седмачета и родители на близнаци и тризнаци). Семейства, живеещи в гъсто населените жилищни проекти, например жилищни блокове, могат да страдат от обтегнати отношения със съседи и наемодатели, ако бебетата им плачат силно за продължителни периоди от време всеки ден.